# Brachiaphodius erinaceus
Brachiaphodius erinaceus är en skalbaggsart som beskrevs av Vladimir Balthasar 1935. Brachiaphodius erinaceus ingår i släktet Brachiaphodius och familjen Aphodiidae. Inga underarter finns listade.